# 容美镇
容美镇，是中华人民共和国湖北省恩施土家族苗族自治州鹤峰县下辖的一个乡镇级行政单位。

## 行政区划
容美镇下辖以下地区：
百鹤井社区、车站路社区、杨柳湾社区、中坝路社区、张家村、康岭村、龙井村、容美村、新庄村、屏山村、唐家铺村、庙湾村、张家坪村、官坪村、彭家垭村、观音坡村、大溪村、二果坪村、麻旺村、坪溪村、石门村、板辽村、祥台村、山崩村、奇峰村、长岭村、核桃湾村、朱家山村、板凳台村、吕坪村、细柳城村、中村、大坪村和杨柳坪村。